# Filippínók
A filippínók (tagalog: mga Pilipino) a Fülöp-szigeteken honos népcsoport. Ma a többségük különböző ausztronéz etnolingvisztikai csoportokból származik, akik jellemzően tagalog és más Fülöp-szigeteki nyelven beszélnek. Több mint 185 etnolingvisztikai csoport van a Fülöp-szigeteken; mindegyiknek megvan a maga nyelve, identitása, kultúrája és történelme.

## Etimológia
A filippínó név a Las Islas Filipinas („a Fülöp-szigetek”) kifejezésből származik, amely nevet 1543-ban Ruy López de Villalobos spanyol felfedező és domonkos pap adott a szigetcsoportnak, II. Fülöp spanyol király tiszteletére.

## Etnogenezis és történelem
Az elemzések azt sugallják, hogy a filippínók ősei nyugat felől, Délkelet-Ázsiából érkeztek a Fülöp-szigetekre. Két fő hullámot különböztetnek meg: a korábbi aetákat  és az ausztronéz népeket. A hegyi népeket elsősorban az első csoport képviseli.